# Viola cinerea
Viola cinerea Boiss. – gatunek roślin z rodziny fiołkowatych (Violaceae). Występuje naturalnie w Sudanie, Etiopii, Somalii, Arabii Saudyjskiej, Omanie, Zjednoczonych Emiratach Arabskich, Katarze,  Iranie, Afganistanie, Pakistanie oraz północno-zachodnich Indiach. 

## Morfologia
PokrójBylina dorastająca do 4–8 cm wysokości, tworzy kłącza.
LiścieBlaszka liściowa ma trójkątny kształt. Mierzy 5–15 mm długości, jest karbowana na brzegu, ma nasadę od ściętej do klinowej i ostry wierzchołek. Ogonek liściowy jest nagi. Przylistki są lancetowate.
KwiatyPojedyncze, wyrastające z kątów pędów. Mają działki kielicha o owalnym kształcie. Płatki są odwrotnie jajowate i mają fioletową barwę, dolny płatek posiada obłą ostrogę.

## Biologia i ekologia
Rośnie na terenach skalistych, na wysokości do 2100 m n.p.m.